# Václav Cigler
Václav Cigler (* 21. dubna 1929 Vsetín) je český sochař, architekt a pedagog.

## Život
V letech 1939-1948 absolvoval reálné gymnázium ve Vsetíně a poté v letech 1948–1951 vystudoval Vyšší odbornou školu sklářskou a Střední školu Nový Bor v oddělení rytí skla a malování a leptání skla.
V letech 1951–1957 studoval v ateliéru Josefa Kaplického na Vysoké škole uměleckoprůmyslové v Praze. Do roku 1965 a poté znovu po roce 1979 byl výtvarníkem ve svobodném povolání. V letech 1965–1981 působil jako vedoucí ateliéru Sklo v architektuře na Akademii výtvarných umění v Bratislavě.
Václav Cigler byl členem Klubu konkretistů a Skupiny Jiná geometrie.

## Dílo
Z rané tvorby Václava Ciglera jsou pozoruhodné především ryté skleněné talíře a nádoby se stylizovanými ženskými postavami, někdy zjednodušenými do formy znaku. Od šedesátých let se zabývá broušenými objekty z optického skla, které zachovávají základní geometrické tvary a přetvářejí okolní realitu. Tvoří výrobky ze skla a návrhy projektů k utváření krajiny, věnuje se také sochařství a realizacím pro architekturu (Kyvadlo, Compaq Computer, Pankrác, Sloupy, stanice metra Náměstí republiky (zničeno 2008), obklad tubusu metra).
Svá díla nepojmenovává příliš ilustrativně, aby mohl divák jeho dílo volně interpretovat. Od 60. let 20. století řeší ve svých dílech vztah prostoru, přírody, pohybu, světla a skleněné materie. Řada jeho utopických krajinných projektů má vztah k land artu..

### Šperky
Šperky mají v Ciglerově tvorbě spíše vedlejší roli, ale jeho díla, pojatá jako drobná plastika, obohacují paletu moderních skleněných a experimentálních kovových šperků ze zlaceného nebo chromovaného plechu nebo mosazi. Tvarově vycházejí z plochých nebo prostorových geometrických prvků a předjímají konstruktivní tendence uplatněné např. v holandském šperkařství.
Cigler se jako šperkař uvedl vyhraněným výtvarným názorem, který chápal šperk jako prostředník signálů, které člověk vysílá do svého okolí. Na průkopnické výstavě Ateliérový šperk (Kabinet architektury a užitého umění, 1963) vystavil šperky z oblázků. Roku 1964 vytvořil brož z obyčejného kamene, do kterého zasadil český granát. Rozporuplné reakce vyvolala jeho výstava v Galerii Platýz roku 1967, kde představil šperky nezařaditelné podle běžných zvyklostí - čelenky s kruhem před obličejem, rozměrné terče s výřezy ve formě obličejové masky, odlitek ucha jako náušnici. Lidské tělo se pro něj stalo součástí šperku, jeho prostředím nebo protipólem. Sám své šperky charakterizoval jako prostředek dialogu, vypovídající o osobě nositele to, co by jinak neprozradil.
Ve skleněných špercích Cigler vychází ze stejných principů jako u svých plastik a využívá optických vlastností materiálu. Jeho kolekce ozdob z barevné plastické hmoty představuje pop-artovou cenově nenáročnou alternativu určenou mladé generaci.

### Zastoupení ve sbírkách
- Národní galerie v Praze
- Uměleckoprůmyslové museum, Praha
- Moravská galerie v Brně
- Slovenská národná galéria, Bratislava
- Muzeum skla a bižuterie v Jablonci nad Nisou
- Severočeské muzeum p.o., Liberec
- Vlastivědné muzeum, Olomouc
- Victoria and Albert Museum, Londýn
- American Craft Museum New York
- The Corning Museum of Glass, New York
- Hokkaido Museum of Modern Art, Sapporo
- Kunstmuseum, Düsseldorf
- Kunstgewerbemuseum, Berlin
- Kunstsammlug der Veste Coburg
- Badische Landesmuseum, Karlsruhe
- Museum für Kunstgewerbe, Frankfurt nad Mohanem
- Museum of Glass, Ebeltoft
- Kunstmuseum Bochum
- Imprimerie Saint-Paul, Fribourg
- Musée historique de Lausanne
- Museum Bellerive, Zürich
- Boijmans van Beuniingen Museum, Rotterdam
- Nationale-Nederlanden, Rotterdam
- Stedelijk Museum, Amsterdam
- Musée des Arts décoratifs, Montreal[11]

### Samostatné výstavy (výběr)
- 1967 Galerie Platýz, Praha
- 1970 Galerie Václava Špály, Praha
- 1975 Museum Boymans van Beuningen, Rotterdam
- 1976 Gallery Am Graben, Vídeň
- 1984 Am Graben, Vídeň
- 1985 SM Gallery E. Gottschalk, Frankfurt nad Mohanem
- 1993 Rob van den Doel Gallery, Haag
- 1999 B. Friedman Gallery, New York
- 2002 Sklo, kresby, projekty 1960 - 2000, Galéria Miloša Alexandra Bazovského v Trenčíne
- 2004 Objekty, Veletržní palác
- 2005 Kresby, projekty, sklo, Galerie Magna
- 2007 Krajinné projekty, Galerie Langův dům, Frýdek-Místek
- 2008 Vodní hladiny / Zrcadlení / Čeření, Galerie kai de kai
- 2009 Místa setkávání, Museum Kampa[2]

### Architektonické realizace (výběr)
- 1967-74 světelné objekty, Slovenské národní divadlo, Bratislava, Slovensko
- 1967-74 skleněný objekt, foyer budovy Matice slovenské, Martin, Slovensko
- 1974 světelné objekty, Bratislavský hrad, Bratislava, Slovensko
- 1975 světelné objekty, budova Academie Istropolitany, Bratislava, Slovensko
- 1977 světelné objekty, lázně Dudince, Slovensko
- 1977 světelný objekt, Památník Slovenského národního povstání, Banská Bystrica, Slovensko
- 1978 světelný objekt, stanice metra Náměstí Míru, Praha, Česko
- 1979 světelný objekt, Dům kultury, Banská Bystrica, Slovensko
- 1979 světelný objekt, budova slovenské vlády, Bratislava, Slovensko
- 1983-1985 skleněné stély, stanice metra Náměstí Republiky, Praha, Česko
- 1985 obklady, sklo, stanice metra Náměstí Republiky, Praha, Česko
- 1988 skleněný objekt, stanice metra Křižíkova, Praha, Česko[12]
- Skleněná lávka na vyhlídce v Sovových mlýnech, Muzeum Kampa, Praha, Česko

### Katalogy (výběr)
- Václav Cigler, text Jindřich Chalupecký, SČVU Praha 1970
- Václav Cigler: Glasobjecten, text Václav Cigler, Alena Adlerová, Museum Boijmans Van Beuningen 1975
- Kunst: Werk van Václav Cigler, text Alena Adlerová, Nationale-Nederlanden 1992
- Václav Cigler, text Václav Cigler, Milena Lamarová, 76 s., Mánes, Praha 1993
- Václav Cigler: Realizace, projekty, kresby, text Václav Zemánek, 44 s., Národní galerie v Praze 1993
- Václav Cigler: Skleněné objekty, kresby, projekty, text Jaromír Zemina, 32 s., Galerie Klatovy / Klenová 1997, ISBN 80-85628-21-X
- Václav Cigler, text Milena Lamarová, Vysoká škola uměleckoprůmyslová 2001
- Václav Cigler: Kresby, text Jana Šindelová, Michal Motyčka, Galerie Caesar 2004
- Václav Cigler, text Jana Šindelová, Michal Motyčka, 36 s., Galerie Benedikta Rejta, Louny 2004, ISBN 80-85051-06-0
- Václav Cigler, text Miroslava Hlaváčková, 16 s., Galerie moderního umění Roudnice nad Labem 2007, ISBN 978-80-85053-68-5
- Václav Cigler, text Václav Cigler, Jana Šindelová, Miroslav Petříček, Caterina Tognon, 51 s., Instituto Veneto di Scienze, Benátky 2007, ISBN 978-80-254-0086-9
- Václav Cigler: Light and Space in the Garden of Reason, Steven Henry Madoff (ed.), 161 s., Litvak Gallery, Tel Aviv 2010, ISBN 978-965-91495-1-3
- Václav Cigler: Opět zde, text Jana Šindelová, Katarína Bajcurová, Galéria 19, Bratislava 2013
- * Václav Cigler: Tady a teď / Here and Now, text Jana Šindelová, 18 s., Galerie hlavního města Prahy 2015
- Václav Cigler: Kresby / Drawings, Michal Motyčka (ed.), 127 s., Muzeum umění Olomouc 2019, ISBN 978-80-907497-1-9, ISBN 978-80-88103-48-6
- Václav Cigler: Skleněné rozvrhy, text Jana Šindelová, Michal Motyčka, 4 s., Městská kulturní zařízení Hranice, p.o. 2021

### Souborné publikace
- Milan Hlaveš a kol. (ed.), 7 + 1, Mistři českého skla, Museum Kampa - Nadace Jana a Medy Mládkových, Praha 2016, ISBN 978-80-87344-32-3
- Alena Křížová, Proměny českého šperku na konci 20. století, Academia, Praha 2002, ISBN 80-200-0920-5
- Věra Vokáčová, Současný šperk, Odeon, Praha 1979